# Jungia axillaris
Jungia axillaris là một loài thực vật có hoa trong họ Cúc. Loài này được (Lag. ex DC.) Spreng. mô tả khoa học đầu tiên năm 1827.